# Villa La Viña
Villa La Viña es una localidad argentina ubicada en el Departamento San Javier, Provincia de Córdoba. Se encuentra sobre la cabecera del Dique La Viña, y en ella se encuentra la Central Eléctrica del dique.

## Población
Cuenta con 34 habitantes (Indec, 2010), lo que representa un descenso del 39% frente a los 56 habitantes (Indec, 2001) del censo anterior.
| Gráfica de evolución demográfica de Villa La Viña entre 1991 y 2010 |
|                                                                     |
| Fuente: Censos nacionales del INDEC                                 |

- Datos: Q6162221